# خلية ريتزيوس-كاخال
خلايا ريتزيوس-كاخال (خلايا سي آر) (تُعرف أيضًا بخلايا كاخال الأفقية) هي جمهرة غير متجانسة من أنواع الخلايا منتجة-الريلين المميزة جزيئيًا ومورفولوجيًا، والموجودة في كل من الطبقة الهامشية الأولى من القشرة الدماغية النامية والحصين غير الناضج، لدى مختلف الأنواع وفي فترات مختلفة خلال التخلق والحياة بعد الولادة.
اكتُشفت هذه الخلايا بفضل عالمين، سانتياغو رامون إي كاخال وغوستاف ريتزيوس، في فترتين مختلفتين ولدى نوعين مختلفين من الكائنات الحية. تُستحدث هذه الخلايا في الدماغ النامي في مواقع متعددة داخل القشرة الجديدة والحصين. من هناك، تهاجر خلايا «سي آر» عبر المنطقة الهامشية، مكونةً الطبقة الأولى من القشرة.
نظرًا إلى أن هذه الخلايا معنية في التنظيم الصحيح للدماغ النامي، توجد العديد من الدراسات التي تربط خلايا «سي آر» مع اضطرابات النمو العصبي، وخاصةً الفصام والاضطراب ثنائي القطب والتوحد وانعدام التلافيف وصرع الفص الصدغي.

## أهميتها السريرية
قد تؤثر مشاكل الهجرة، خاصةً تلك التي تنشأ عن عوز إنتاج الريلين، على نمو الدماغ، وتسبب اضطرابات في الوظيفة الطبيعية للدماغ.
في خمسينيات القرن العشرين، وُصف الفأر الطافر من قبل فالكونر بأنه طفرة تحدث بشكل طبيعي. يبدي هذا الفأر بعض الشذوذات السلوكية، مثل الرنح والاختلاج ونقص التوتر، واكتُشف وجود ارتباط بين هذه الأعراض ومشاكل الهجرة العصبونية، والبنية الخلوية في المخيخ والحصين والقشرة المخية.
وُجد لاحقًا أن الطفرات التي تسبب هذه الاضطرابات تتوضع في جين «آر إي إل إن» الذي يرمز للريلين، وهو بروتين سكري يُفرز من خلايا ريتزيوس-كاخال في الدماغ النامي. يعمل هذا البروتين كإشارة توقف بالنسبة إلى العصبونات المهاجرة، ما يمكنه من التحكم في تموضع العصبونات واتجاهها في طبقاتها، تبعًا لنمط التطور الخارجي الداخلي. عندما تحدث طفرة معينة، ينخفض مقدار تأثير الريلين ولا تكون إشارته قويةً بصورة كافية، وبذلك تختل هجرة العصبونات الأولى في الدماغ. استُخدم الفأر الطافر، نظرًا إلى خصائصه المميزة، كنموذج في دراسة الاضطرابات النفسية العصبية.
- في أدمغة الأشخاص المصابين بالألزهايمر، تتضاءل أعداد خلايا ريتزيوس-كاخال (التي تنخفض بصورة كبيرة عند البلوغ وبعده) بصورة أكبر عند مقارنتها مع الأدمغة الطبيعية؛ تتعدل مورفولوجيتها أيضًا، ما يعني وجود تضاؤل معتبر في تغصناتها الشجيرية، الذي ينقص بدوره عدد المشابك بين هذه الخلايا والعصبونات الأخرى. نظرًا إلى أهمية خلايا ريتزيوس-كاخال في التنميط الصفائحي للدماغ، قد ترتبط خسارتها مع التعطيل المتفاقم في المجموعات العمودية المكرونية من قشرة الارتباط، ما قد يفسر بعض أعراض المرض.[3][4][5][6]
- يُعتقد أن الفصام ذو منشأ تطوري عصبي، أي أن هناك أحداثًا في أدمغتنا النامية بين الثلثين الأول والثاني من الحمل، والتي قد تسبب تنشيط الحلقات العصبية المرضيّة، ما يؤدي إلى ظهور الأعراض في وقت لاحق من الحياة. افتُرض أن التصفيح الدماغي أحد أسباب الفصام المحتملة.[7][7]
- تبين أنه في أدمغة الأشخاص المصابين بالفصام، وكذلك في أدمغة المرضى الذين يعانون من اضطراب ثنائي القطب، يُثبط البروتين السكري الريلين بنسبة 50%. في أدمغة مرضى التوحد، تشير التشوهات البنيوية في القشرة الجديدة والمستويات المتضائلة من الريلين إلى تورط خلايا «سي آر» في هذا الاضطراب.[8][9][10]
- ينتج انعدام التلافيف عن الهجرة العصبونية المعيبة ما بين الثلثين الأول والثاني من الحمل، يتسبب هذا في نقص تطور التلافيف والأثلام، بالإضافة إلى تشكل تصفيح غير نظامي، ما يؤدي إلى إعطاء الدماغ مظهرًا منسابًا. اعتبارًا من عام 2003، وُجدت خمسة جينات مسؤولة عن مرض انعدام التلافيف، بما في ذلك «إل آي إس 1»، الذي اكتُشف أولًا، و«آر إي إل إن». من الواضح أن خلايا ريتزيوس-كاخال لا تتأثر بالطفرات التي تحدث في الجين «إل آي إس 1»، رغم أن نتاج هذا الجين يتداخل مع تفاعل الريلين مع مستقبلاته. تظهر الطفرات في جين «أر إي إل إن» في الشكل الصبغي الجسدي من انعدام التلافيف المترافق مع نقص التنسج القشري، إذ يظهر المرضى تأخرًا في النمو، ونقص التوتر، ورنحًا ونوبات، وهي أعراض مشابه لتلك في الفأر الطافر.[11][12]
- يتميز صرع الفص الصدغي بتعداد عال من خلايا ريتزيوس-كاخال في الحياة البالغة، ومن المفترض أن هذا يسبب هجرةً وتخلقًا عصبيًا مستمرين، ما يؤدي إلى حدوث النوبات التي تميز هذا الاضطراب.